# Eleccions legislatives neerlandeses de 1977
Les eleccions legislatives neerlandeses de 1977 se celebraren el 25 de maig de 1977, per a renovar els 150 membres de la Tweede Kamer. El partit més votat fou la Crida Demòcrata Cristiana (CDA) de Dries van Agt, qui formà un govern de coalició amb VVD.

## Resultats
| ← Eleccions legislatives neerlandeses, 1977 → |                                                       |                    |           |      |        |
| Partit                                        | Partit                                                | Líder              | Vots      | %    | Escons |
|                                               | Partit del Treball (PvdA)                             | Joop den Uyl       | 2.813.793 | 33,8 | 53     |
|                                               | Crida Demòcrata Cristiana (CDA)                       | Dries van Agt      | 2.652.278 | 31,9 | 49     |
|                                               | Partit Popular per la Llibertat i la Democràcia (VVD) | Hans Wiegel        | 1.492.689 | 17,9 | 28     |
|                                               | Demòcrates 66 (D66)                                   | Jan Terlouw        | 452.423   | 5,4  | 8      |
|                                               | Partit Polític Reformat (SGP)                         | Hette Abma         | 177.010   | 2,0  | 3      |
|                                               | Partit Comunista dels Països Baixos (KPN)             | Marcus Bakker      | 143.481   | 1,7  | 2      |
|                                               | Partit Polític dels Radicals (PPR)                    | Ria Beckers        | 140.920   | 1,7  | 3      |
|                                               | Unió Política Reformada (GPV)                         | Bart Verbrugh      | 79.421    | 1,0  | 1      |
|                                               | Partit Socialista Pacifista (PSP)                     | Fred van der Speck | 77.972    | 0,9  | 1      |
|                                               | Boerenpartij (BP)                                     | Hendrik Koekoek    | 69.914    | 0,8  | 1      |
|                                               | Democratisch-Socialisten 70                           | Willem Drees Jr    | 59.487    | 0,7  | 1      |
|                                               | Unió Política Reformada (RPF)                         | Gert Schutte       | 53.220    | 0,6  |        |
| Total                                         | Total                                                 |                    | 8.365.829 | 88,0 | 159    |
|                                               |                                                       |                    |           |      |        |